# Hausbreitenbach
Hausbreitenbach is een dorp in de Duitse gemeente Werra-Suhl-Tal in het Wartburgkreis in Thüringen.

## Geschiedenis
Tot 1994 was het deel van de gemeente Herda. Op 1 januari 2019 ging de gemeente Berka/Werra, waar Hausbreitenbach onder viel, op in de gemeente Werra-Suhl-Tal.
Abteroda · Auenheim-Rienau · Berka/Werra · Dankmarshausen · Dippach · Fernbreitenbach · Gasteroda · Gospenroda · Großensee · Hausbreitenbach · Herda · Horschlitt · Kratzeroda · Vitzeroda · Wünschensuhl